# 仁美清叙
仁美清叙慈善機構（英文：Yan Mei（Miss Asia）Charity Organization），簡稱仁美清叙，為一由歷屆亞洲小姐競選（亞姐）的得獎者及參賽者於1991年創立的慈善組織。同樣另一選美慈善機構為香港小姐的慧妍雅集。

## 簡介
仁美清叙於1991年創立，首屆是由1986年度冠軍利智擔任創會會長，期間仁美清叙由於各會員的工作忙碌關係而停辦，直至2009年11月12日，再由首屆1985年冠軍黎燕珊重組，延續回饋社會的使命。
仁美清叙為非牟利慈善團體（由查良鏞先生起名），成員為歷屆亞洲小姐競選佳麗。以「福慧雙修 以仁為美」為宗旨。
2010年獲得香港政府稅務局確立為非牟利慈善團體。
隨著亞姐因為舉辦單位亞洲電視因為企業資金問題於2016年停播而停辦後，這亦代表仁美清叙再不會有新會員加入。
2016年榮獲香港社會服務聯會頒發「同心展關懷」標誌。
2017年11月19日仁美清叙協辦「舞動香港正能量」大型籌款活動，與各界一同刷新「健力士世界紀錄」。
2018年仁美清叙開放入會條件，歡迎所有喜歡行善，對社會有貢獻及內外美兼備的女藝人入會。同年亞洲電視復辦亞洲小姐競選，亞洲小姐香港賽區冠軍梁雪瑤Sheryl和季軍林孜沫Momo新加入為仁美清叙成員。
2019年為仁美清叙重組第十年，藉此在11月2日返回亞洲電視舉行「仁美清叙重組十周年慈善籌款晚宴之仁美愛心十載情」，並於同日舉行亞洲小姐競選 ( 香港賽區 )。
同年12月舉辦「童心助學柬埔寨」，主席程瑤與慈善大使森美前往柬埔寨探訪及捐助當地貧困學校學童。
此外，仁美清叙更於2019年獲「香港星級品牌2019」頒發「非牟利機構獎」。
仁美清叙在2019冠狀病毒病期間先後舉辦網上活動「仁美慈善運動大挑戰」及與溫哥華合作的「加港慈善樂聖誕」籌款幫助基層家庭抗疫。其後主席程瑤聯同榮譽主席羅霖, 先向靈實恩光成長中心捐出酒精搓手液，幫助一班重度智能障礙兒童共同抗疫，後與一眾理事及會員和「基督教家庭服務中心」合作，贈送月餅和防疫物資給獨居老人及基層家庭。在2020年仁美清叙獲「香港健康產業大獎」頒發「健康企業NGO」獎項。

## 歷任理事會
- 創會會長：利智
- 2009-2011
  - 會長：黎燕珊
  - 主席：羅霖
  - 副主席：羅麗莎、黎虹讌、陳綺明
  - 秘書長：程瑤
  - 副秘書長：黃景珍、温雪琪
  - 公關：筱靖
  - 顧問：葉家寶、魏幼芳

- 2012-2013
  - 主席：黎燕珊
  - 副主席：黎虹讌、程瑤、許瑩
  - 秘書長：韓燕
  - 司庫：張加慧
  - 會員拓展：黃景珍
  - 傳訊及對外事務：鄭伊娜
  - 顧問：葉家寶、魏幼芳

- 2014-2016
  - 主席：黎燕珊
  - 副主席：黃景珍、程瑤、陳綺明
  - 籌款委員會主席：許瑩
  - 秘書長：鄭伊娜
  - 副秘書長：黎若清
  - 司庫：黃景珍
  - 會員拓展：张瑄洺
  - 傳訊及對外事務：陳麗文
  - 顧問：葉家寶、魏幼芳

- 2016-2018
  - 主席：程瑤
  - 副主席：陳綺明、黃景珍、黎嘉韻
  - 秘書長：張加慧
  - 司庫：張瑄洺
  - 會員拓展：王瑋
  - 傳訊及對外事務：張家瑩
  - 顧問：葉家寶

- 2018-2020
  - 主席：程瑤
  - 副主席：陳綺明、黃景珍
  - 副秘書長：吳夢婷
  - 司庫：黃景珍
  - 會員拓展：陳麗文
  - 公共關係：筱靖
  - 對外事務：張瑄洺
  - 常務理事：黎嘉韻、王瑋、張珮汶、王錦睿
  - 顧問：朱仲賢、葉家寶

- 2020-2022
  - 主席：程瑤
  - 副主席：陳綺明、黃景珍
  - 秘書長：陳麗文
  - 司庫：黃景珍
  - 會員拓展：丘雅雯
  - 公共關係：張瑄洺
  - 活動策劃：梁雪瑤
  - 對外事務：莊韻澄
  - 對外事務(香港以外)：吳夢婷
  - 常務理事：黎嘉韻、張珮汶
  - 榮譽主席：羅霖
  - 顧問：朱仲賢、葉家寶

- 2022-2024
  - 主席：程瑤
  - 副主席：陳綺明、黃景珍
  - 秘書長：莊韻澄
  - 司庫：黃景珍
  - 會員拓展：李芷菱、陳美儀
  - 公共關係：張瑄洺、丘雅雯
  - 活動策劃：梁雪瑤、盧曉琳
  - 對外事務：洪蓉蓉、吳夢婷(香港以外)
  - 常務理事：張珮汶
  - 榮譽主席：羅霖
  - 顧問：朱仲賢、葉家寶

- 2024-2026
  - 主席：程瑤
  - 副主席：黃景珍、盧曉琳
  - 司庫：黃景珍
  - 秘書長：莊韻澄
  - 副秘書長：吳夢婷
  - 會員拓展：張瑄洺、李芷菱、高田
  - 公共關係：陳美濤、練樂儀
  - 活動策劃：馬溱禧
  - 對外事務：高文君、孫伊
  - 榮譽主席：羅霖
  - 顧問：朱仲賢
  - 會計顧問：黃龍徳
  - 法律顧問：黃鎮華

## 永遠名譽顧問
- 邱德根
- 邱裘錦蘭
- 唐尤淑圻
- 周梁淑怡
- 趙曾學韞
- 鄭明明

## 參看
- 亞洲小姐競選
- 慧妍雅集，由一群歷屆香港小姐競選佳麗成立的慈善組織。

## 外部連結
- 仁美清叙 （页面存档备份，存于）
- 仁美清叙的Facebook專頁
- 仁美清叙的Instagram帳戶
- YouTube上的仁美清叙頻道

1. ↑  陳栢宇. . 香港01. 2019年10月19日  [2024年8月14日]. （原始内容存档于2024年1月5日）.
2. ↑  . 明報. 2019年12月23日  [2024年8月14日]. （原始内容存档于2024年8月14日）.
3. ↑  . 東網. 2020年1月12日  [2024年8月14日]. （原始内容存档于2024年8月14日）.
4. ↑  香港星級品牌企業協會. .   [2024-08-14]. （原始内容存档于2024-08-14）.
5. ↑  浩楠. . STARSHK. 2019年12月11日  [2024年8月14日]. （原始内容存档于2024年8月14日）.
6. ↑  . 東網. 2020年8月24日  [2024年8月27日]. （原始内容存档于2024年8月27日）.
7. ↑  . 星島新聞 (加拿大版). 2020年12月23日  [2024年8月27日]. （原始内容存档于2024年8月27日）.
8. ↑  . 東網. 2020年3月17日  [2024年8月27日]. （原始内容存档于2024年8月27日）.
9. ↑  陳栢宇. . 香港01. 2020年10月1日  [2024年8月27日]. （原始内容存档于2024年8月27日）.
10. ↑  . Hong Kong Health Awards.   [2024-08-27]. （原始内容存档于2024-08-27）.